# Codi Banshee
Codi Banshee (títol original en anglès, Code Name Banshee) és una pel·lícula estatunidenca de thriller d'acció del 2022 dirigida per Jon Keeyes, protagonitzada per Jaime King, Antonio Banderas i Tommy Flanagan. S'ha doblat i subtitulada al català.
La pel·lícula es va estrenar als cinemes i a la carta l'1 de juliol de 2022.